# رافیک خاچاتریان
رافیک گارگینی خاچاتریان (ارمنی: Ռաֆիկ Գարեգինի Խաչատրյան ۷ اکتبر ۱۹۳۷ – ۱۶ ژانویه ۱۹۹۳) مجسمه‌ساز اهل ارمنستان بود.

## زندگی‌نامه
وی در ۷ اکتبر ۱۹۳۷ در آپاران در به دنیا آمد و از آکادمی دولتی هنرهای زیبای ارمنستان فارغ‌التحصیل گشت.  وی در ۱۶ ژانویهٔ ۱۹۹۳ در سن  ۵۵ سالگی در ایروان درگذشت.

## نگارخانه

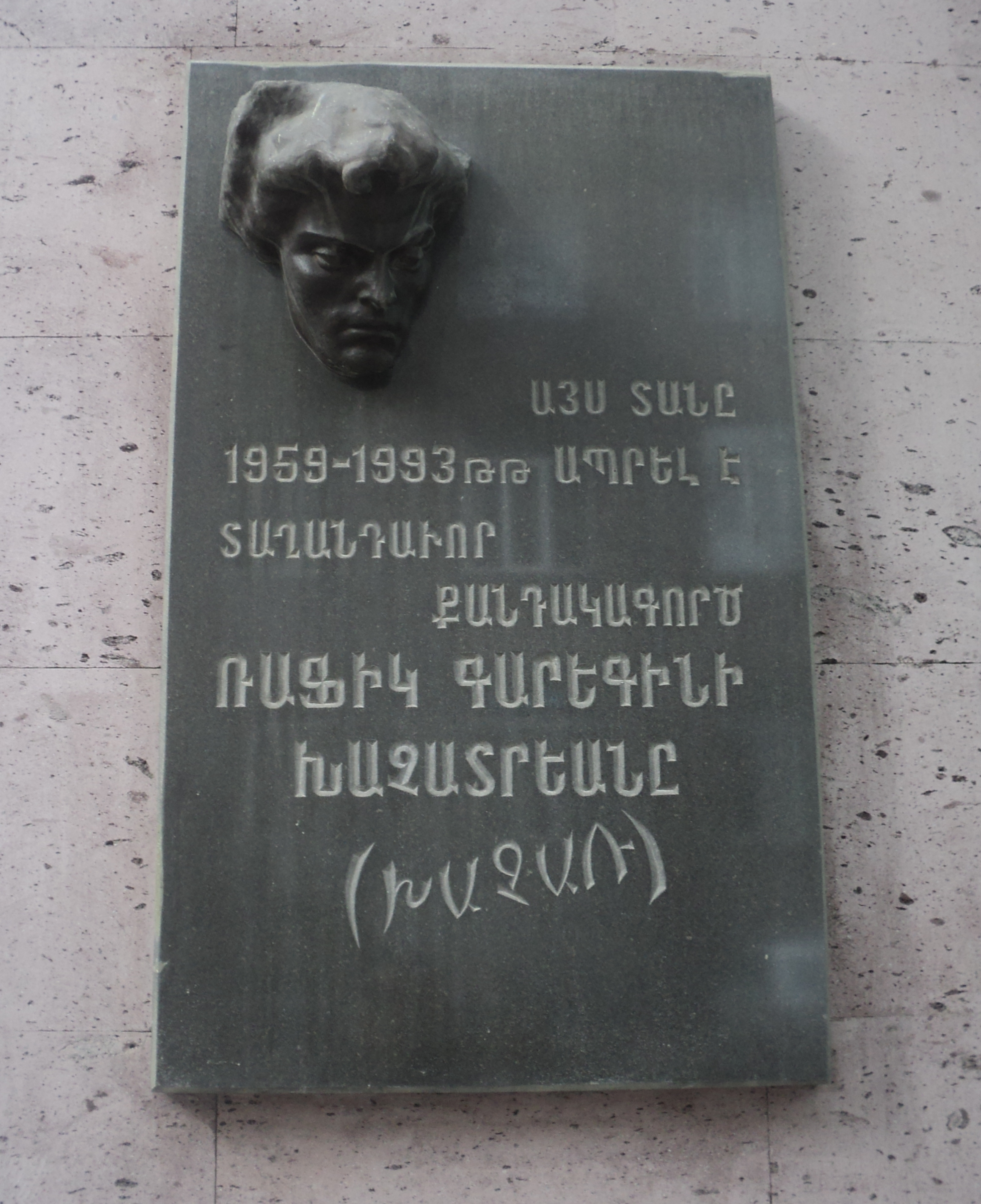
Memorial Plaque: Rafik Garegin Khachatryan (Khachar). Yerevan city, Armenia.